# Kenjiganahalli, Dod Ballapur
Kenjiganahalli là một làng thuộc tehsil Dod Ballapur, huyện Bangalore Rural, bang Karnataka, Ấn Độ.